# Adonisea dobla
Adonisea dobla là một loài bướm đêm trong họ Noctuidae.